# Клан Маккоркодейл

Герб вождей клана Маккордейл

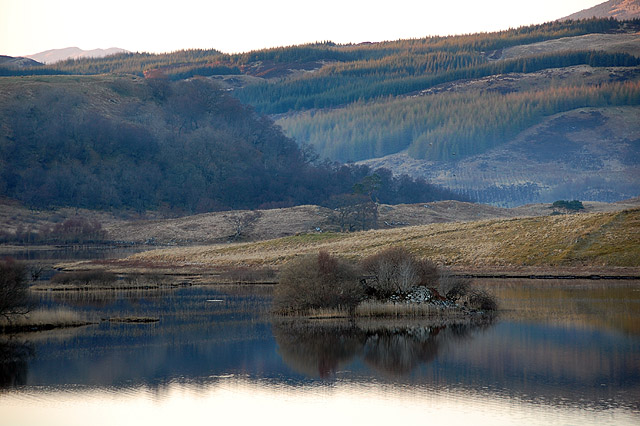
Эйлен-а-Барайн («остров Барона») на озере Лох-Тромли. Разрушенный замок на острове когда-то был резиденцией вождей клана Маккордейл.

Клан Маккоркодейл (гэльск. Clan McCorquodale) — один из кланов горной Шотландии (Хайленда). Хотя клан на сегодня не имеет вождя, но герольды Шотландии признали его полноправным кланом — редкий случай в истории Шотландии. Последний вождь этого клана умер в XVIII веке — династия вождей клана Маккоркодейл прервалась. В Шотландии такие кланы не признают полноправными и называют их «кланами оруженосцев», но для клана Маккоркодейл было сделано исключение. Хотя права этого клана не такие как у кланов, имеющих признанного вождя. Исторически клан владел землями на берегах озера Лох-О (гэльск. Loch Awe) в Аргайле, теперь входит в состав графства Шотландии Аргайл-энд-Бьют. Центр родовых земель клана был расположен у озера Лох-Тромли (гэльск. Loch Tromlee) — замок на острове этого озера был резиденцией вождей клана Маккоркодейл.
- Девиз клана: «Vivat Rex!» — «Да здравствует король!»

## История клана Маккоркодейл

### Происхождение названия
Название клана Маккоркодейл это искаженное кельтское название Мак Торкадайл (гэльск. Mac Thorcadail) — сын Торкадала. Кельтское имя Торкадал происходит от викингов. С древненорвежского переводится как «котелок Тора» . Тор — божество древних викингов. Другой вариант перевода этого имени — «казан духа грома». В 1881 году имя было очень распространено на землях Пейсли (гэльск. Paisley). Это совпадает с владениями клана Маккоркодейл в Аргайле. Клан Маклауд из Льюиса и клан Ганн утверждают, что Торкадал или Торкадайл — это септ их кланов. Но на самом деле люди с фамилиями Торкадал не имеют отношения к кланам Ганн и Маклауд.

### Основатель клана
Основателем клана Маккоркодейл был Торкил или Торкадал (гэльск. Thorkil, Torcadal), что был воином армии скоттов короля Кеннета МакАльпина (гэльск. Kenneth MacAlpin). Алпин II — отец Кеннета МакАльпина, король первого королевства скоттов Дал Риада, погиб в бою, а его голову отнесли врагам — пиктам. Голову короля пикты потом выставили в городе Камелон. Торкил сумел повернуть голову короля обратно в королевство Дал Риада. За этот подвиг Торкила наградили землями возле озера Лох-О.

### XV век
Первые исторические записи о клане Маккоркодейл находим в документах XV века. Сообщается, что в то время бароны Маккоркодейл имели власть на рядом земель Аргайла — на запад от озера Лох-О. Они владели землями Фантелен (гэльск. Phantelane). Название земель происходит от гэльского названия Фионнт Эйлен (гэльск. Fionnt Eilean) — Белый Остров. Еще эти земли назывались Эйлен-а-Барайн (гэльск. Eilean-a-Bharain) — Остров Барона. Расположена эта земля была на озере Лох-Тромли, где собственно был замок вождей клана Маккоркодейл. Сегодня уровень воды в озере сильно упал из-за мелиоративных работ и это уже не остров. От замка остались одни руины. Когда-то все берега Лох-О от Авиха к Ард-ан-айсейг (гэльск. Ard-an-aiseig) принадлежали клану Маккоркодейл.
В 1434 году вождь клана Эван Маккоркодейл получил королевскую грамоту на владение землями. В грамоте Эван был указан как лорд Мэйнталена (гэльск. — Lord Maintelan). Позже это название писалось как лорд Фантеланд (гэльск. — Phanteland).

### XVI век
В 1542 году эти земли стали свободным вотчиной баронов Маккоркодейл. В 1556 году барон Дункан Маккоркодейл из Фантелена получил герб с изображением оленя на щите.

### XVII век
В 1612 году Дункан умер, а его сыновья Иэн и Лахлан были объявлены Тайным Советом Шотландии «разбойниками и сторонниками клана Макгрегор». Людей из клана Макгрегор тогда обвиняли во многих преступлениях, в том числе в краже гнедой кобылы в Дункане. Титул барона перешел от Дункана к его сыну, которого тоже звали Дункан. Дункан имел многих сыновей от разных жен и право на наследство «горячо оспаривалось». Когда вспыхнула Гражданская война на Британских островах, клан Маккоркодейл поддержал клан Кэмпбелл. В 1645 году Аласдер Макколла со своими людьми отправился вдоль берегов озера Лох-Тромли. Макколла приказал своим людям покинуть замок и земли клана Маккоркодейл. В то же время барон Маккоркодейл приказал своим людям не стрелять в людей клана Макколлы. Но несмотря на это, возникла перестрелка и один человек из клана Макдональд был убит. В отместку за это клан Макколлы разрушил замок клана Маккоркодейл. Дункан Маккоркодейл из Фантелена был одним из судей Аргайлшира, которые были назначены в 1656 году Оливером Кромвелем.

### XVIII век
В XVIII веке последний вождь клана и барон Маккоркодейл скончался, не оставив потомков. Потом люди из клана Маккоркодейл жили на берегах озера Лох-Эйвесайд.